# یفنشتدت
یفنشتدت (به آلمانی: Jevenstedt) یک شهر در آلمان است که در رندسبورگ-اکرنفورده واقع شده‌است. یفنشتدت ۳٬۳۱۳ نفر جمعیت دارد.